# تپه دیم
تپه دیم مربوط به هزاره ۵ قبل از میلاد است و در شهرستان سلسله، بخش فیروز آباد، دهستان فیروز آباد، ۱ کیلومتری شمال غرب روستای ده آقا واقع شده و این اثر در تاریخ ۲۲ اسفند ۱۳۸۵ با شمارهٔ ثبت ۱۸۲۶۲ به‌عنوان یکی از آثار ملی ایران به ثبت رسیده است.